# Todos contra Juan
Todos contra Juan è una sitcom argentina prodotta tra il 2008 e il 2010 e trasmessa dal 7 ottobre 2008 e il 16 luglio 2010 nella prima stagione da América TV e nella seconda stagione da Telefe.
Racconta la storia di Juan Perugia (Gastón Pauls), un personaggio dello spettacolo famoso negli anni 1990 per aver preso parte ad alcune telenovelas da adolescente. Lui vuole riprendere questa carriera quindici anni dopo con l'aiuto di amici.
Il format è stato venduto a Fox Italia. La sitcom fu ideata inizialmente nel 2005 da Gabriel Nesci e Gastón Pauls, anno in cui ci fu l'episodio pilota prodotto da Farfán Televisión. Il ruolo di Juan Perugia inizialmente fu dato a Daniel Hendler mentre quello di Luz Aguilera a Eugenia Tobal. Tuttavia i due hanno partecipato ad alti programmi.
La serie e gli attori che la interpretano hanno ricevuto qualche premio e delle nomination. La serie e Gastón Pauls hanno vinto un premio al Premio Martín Fierro 2008 invece Mirta Busnelli e Gabriel Nesci hanno ricevuto una nomination allo stesso premio. Inoltre la serie e Mercedes Oviedo hanno ricevuto rispettivamente due e una nomination al Premio Clarín.